# Cryphia rutilans
Cryphia rutilans là một loài bướm đêm trong họ Noctuidae.